# Сюзанна Палмер
Сюзанна Палмер (англ. Suzanne Palmer, нар. 1968) — американська письменниця-фантастка. Багаторазовий лауреат премій «Г'юго», Теодора Стерджона, читацької премії «Asimov's reader's Award».
Палмер здобула ступінь бакалавра в Коледжі гуманітарних і образотворчих мистецтв Массачусетського університету в Амгерсті, спеціалізувалась в галузі скульптури. З 2001 року почала писати, 2005 року відвідувала творчу майстерню для письменників-фантастів Viable Paradise на острові Мартас-Віньярд. Живе з родиною в Массачусетсі, працює системним адміністратором у Коледжі Сміта.
2005 року в часописі Andromeda Spaceways Inflight Magazine вперше опубліковане її оповідання «The Ins and Outs of Intergalactic Diplomacy». Наступними роками поезії та оповідання Палмер публікувалися в журналах Asimov's, Analog, Beneath Ceaseless Skies та багатьох інших. Серед письменників, що вплинули на її творчість, Палмер називає Джона Скальці, Елізабет Бір, Карла Шредера та Марту Веллс, а основним жанром своїх творів вважає «наукову фантастику в стилі космічної опери».
Перший роман Сюзанни Палмер, «Шукач» (англ. "Finder"), трилер про міжзоряного шахрая-експропріатора, вийшов друком у видавництві DAW Books 2019 року. Він отримав дуже схвальні відгуки, критики відзначили чудове почуття гумору і динамічність сюжету. Згодом вона опублікувала ще два романи цього циклу: «Driving the Deep» (2020) та «The Scavenger Door» (2021).

## Нагороди
Сюзанна Палмер — лауреат премії ім. Теодора Стерджона 2020 року за оповідання «Ватерлінії» (англ. "Waterlines"). Її короткі повісті «Таємне життя ботів» (англ. "The secret life of bots") та «Боти втраченого ковчега» (англ. "Bots of the lost ark") отримали премії «Г'юго» у відповідній категорії. Твори Палмер неодноразово нагороджені премією читачів журналу «Asimov's Science Fiction» (англ. Asimov's reader's Awards) в категоріях «Найкраща повість», «Найкраща коротка повість» та «Найкраще оповідання».
- 2015 «Tuesdays» (оповідання) — премія читачів журналу «Asimov's Science Fiction»[8]
- 2016 «Detroit Hammersmith: Zero-Gravity Toilet Repairman (Retired)» (коротка повість) — премія читачів «Analog Science Fiction and Fact»[9]
- 2016 «Lazy Dog Out» (повість) — премія читачів журналу «Asimov's Science Fiction»[9]
- 2017 «Books of the Risen Sea» (коротка повість) — премія читачів журналу «Asimov's Science Fiction»[10]
- 2018 «The Secret Life of Bots» (коротка повість) — Премія «Г'юго» за найкращу коротку повість[11] та премія WSFA Small Press Вашингтонської асоціації наукової фантастики[12].
- 2019 «This Is Why We Can't Have Nice Things» (поема) — премія читачів журналу «Asimov's Science Fiction»[13]
- 2020 «Waterlines» (повість) — премія читачів журналу «Asimov's Science Fiction»[14]
- 2020 «Waterlines» (повість) — Меморіальна премія імені Теодора Стерджона[15][16]
- 2022 «Bots of the Lost Ark» (коротка повість) — Премія «Г'юго» за найкращу коротку повість[17]
- 2022 «Falling Off the Edge of the World» (коротка повість) — премія читачів журналу «Asimov's Science Fiction»[3]